# Lars Åhs
Lars Åhs, född 9 oktober 1872 i Rot, Älvdalen, död 14 februari 1930 i Blyberg, Älvdalen, var en fiolspelman, musikupptecknare och hembygdsvårdare. Han arbetade som folkskollärare i Rot, Enviken och Blyberg. Han var far till spelmannen Evert Åhs.
Lars Åhs växte upp i Rot, och tillbringade stor del av barndomen hos morföräldrarna. De hade en fiol på väggen, spelade inte själva, men mormor sjöng mycket. Fiolen kom fram när någon kringvandrande spelman kom på besök, till exempel Gyris Anders (1822–1909). Även Anders Södersten (1851–1913), Gyris Anders’ främsta elev, kom ibland på besök i föräldrahemmet. Södersten hade i sin tur flera elever. Bland de främsta räknas brorsonen Lars Orre (1871–1954), systersonen Tolv Manne (1876–1966), Gereon Fält (1882–1965), kusin till Lars Orre, och Lars Åhs, kusin till Gereon Fält.
Efter studier i Falun återkom Lars Åhs till hembyn Rot som folkskollärare. En tid arbetade han som lärare i Enviken, och lärde där känna skomakaren och spelmannen Vilhelm Hedlund (1868–1946). Efter vidare studier i Uppsala fick han tjänst som lärare i Blyberg, Älvdalen, och flyttade dit 1898. Han var då gift med Klockar Anna, född Andersson (1873–1959). Förutom som skollärare kom Åhs också med tiden att fungera som husläkare.
I Blyberg lärde han snart känna den äldre spelmannen Isak Anders Persson (1849–1914), och fick senare också kontakt med Anders Zorn och Nils Andersson. Åhs övertalade Isak Anders att ställa upp vid Zorns spelmanstävling i Gesunda 1906, där han erövrade andra pris efter Timas Hans från Ore. Åhs har skildrat detta i en berättelse som trycktes i Skansvakten, Elfdalens hembygdsförenings årsskrift, 1942.
Av Zorn fick han uppdraget att resa till Särna 1907 för att teckna upp låtar efter Olmorts Olof Svensson, kallad Spaken (1855–1952). Han tecknade upp låtar efter många andra spelmän runtom i Dalarna, ibland tillsammans med Nils Andersson, och reste dessutom på turnéer i Sverige. Det finns till exempel tidningsartiklar bevarade där han är i Bohuslän och spelar med Niklas Larsson (1857–1949) och Albert Fossum (1862–1917), från Svarteborg.

Vilhelm Hedlund och Lars Åhs

År 1908 skaffade han sig fotoutrustning och började fotografera spelmän han träffade, och deras bygd. 1912 valdes han in i Elfdalens hembygdsförenings styrelse, och tillsammans med Tenn Lars Persson reste de runt och samlade föremål. Föremålen blev till slut så många att de behövde förvaras någonstans, och Rots skans inreddes som hembygdsgård. De båda närvarade också på Gustaf Ankarcronas gård Holen i Tällberg när Dalarnas hembygdsförbund bildades 1915.
På sommarloven drog han ofta ut på föredragsturnéer tillsammans med Tenn Lars. Lars Åhs spelade fiol och spilåpipa och Tenn Lars visade skioptikonbilder. I hembygdsföreningens arkiv finns över 5.000 bilder tagna av Tenn Lars och 1.500 tagna av Lars Åhs.
1910 deltog han på Riksspelmansstämman på Skansen, och under avslutningsfesten deklarerade han att han nu skulle åka hem och lära alla sina söner att spela fiol. ”Och det lyckades han med” säger sonen Evert Åhs i ett TV-program sänt 1964. Han berättar också att de var 11 bröder.  Evert Åhs sägs vara den av sönerna som spelade mest likt fadern. Annars var det sonen Gösta Åhs (1905–1958) som kom att gå i faderns fotspår. Först som folkskollärare i Blyberg efter faderns död, senare som musiklärare i bland annat Siljansnäs, där en av eleverna var den senare storspelmannen Kungs Levi Nilsson. Yngste sonen Carl Åhs (1915–1996) uppmärksammades som spelman på äldre dagar och blev riksspelman 1985. Övriga av de 5 bröderna som nådde vuxen ålder spelade visserligen fiol, men inte yrkesmässigt. Rektor Sune Åhs (1903–1971) fungerade några år som officiell starter för Vasaloppet, en syssla som senare övertogs av hans son Eric.
Efter Lars Åhs egna uppteckningar av sina låtar finns 73 melodier i Svenska låtar. Dessutom har han gjort ett sjuttiotal  uppteckningar efter andra spelmän i Älvdalen, Mora, Särna, Enviken med flera. Citat från Svenska låtar: Som tolkare av Älvdalslåtarna är Åhs en av de främsta; den speciella »Älvdalsdialekten» har han kanske bättre än någon annan av de nu levande Älvdalsspelmännen tillägnat sig, vilket också på ett flertal ställen kommer till synes i hans här publicerade låtar.